# 单系

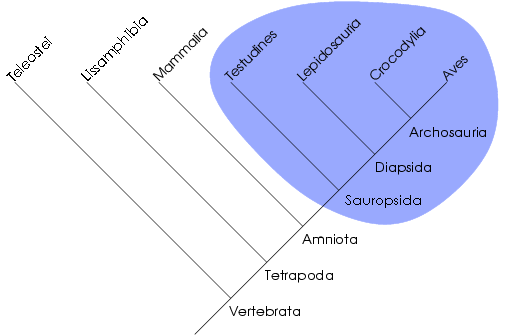
蜥形纲——現存爬行类和鸟类组成一个单系类群

单系或单系性，在分支系统学（支序分類）中，是指某一类群生物的单源状况。而单系群（monophyletic group）又称单系类群，即演化支，是源自一个最近的共同祖先并包括其所有已知后裔的全部分类单元，也是由共有衍征所界定的一个分支。亦即，單系群是一个分类单元（taxon），其中的所有物种只有一个共同的祖先，而且它们就是该祖先的所有后代。单系群也可以被这样定义：依靠近裔共性归类的类群。
例如，人属被认为是来自于人科中的同一祖先，而且目前已知没有其他的后代，所以人属是单系群；但是，假如能人和智人是来自不同的祖先，且这个祖先有不属于这个属的话，那么这个属就是多系群。但因为大多生物学家比较偏好单系群，在这种情况下，分類群內只會包含某個共同祖先的後代，而不會像並系群一樣少掉一個或多個某共祖的後代。